# Кривский (Волгоградская область)
Кривский — опустевший хутор  в Кумылженском районе Волгоградской области России. Входит в состав  Слащёвского сельского поселения. 

## История
Входил в Остроуховский сельсовет во время переписи 2002 года.

## География
Расположен в  западной части региона, в лесостепи, в пределах Хопёрско-Бузулукской равнины, являющейся южным окончанием Окско-Донской низменности, у р. Хопёр.
Абсолютная высота 72  метра над уровнем моря.

## Население
| 2010 |
| ---- |
| 0    |

## Инфраструктура
Действовала пристань «Остановочный Пункт Хутор Кривский» 

## Транспорт
Водный транспорт. 
Просёлочные дороги. 